# Ryan Robbins (Schauspieler)

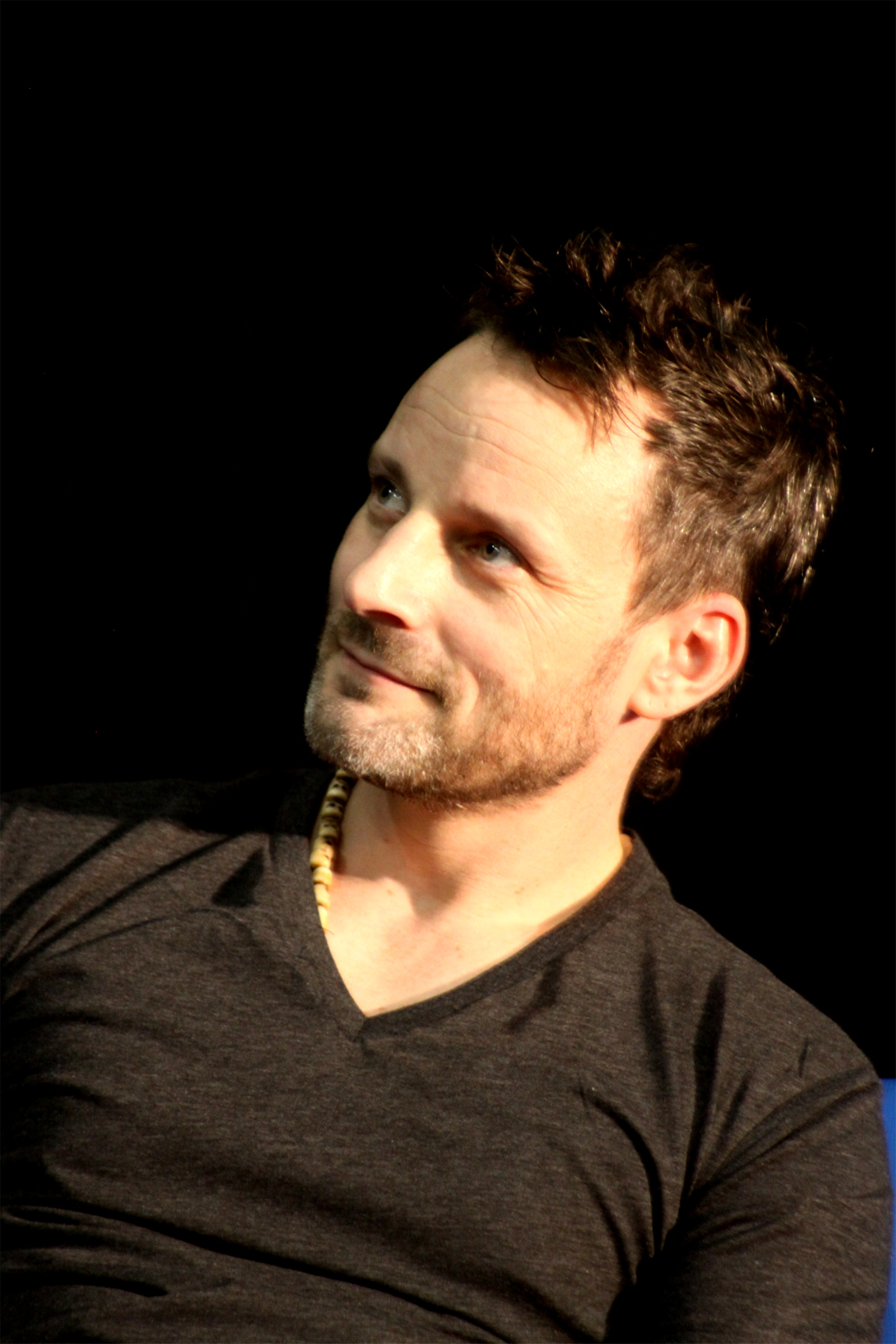
Ryan Robbins (2011)

Ryan Robbins (* 26. November 1972 in Victoria, British Columbia) ist ein kanadischer Schauspieler.

## Leben
Sein Debüt hatte Ryan Robbins im Jahr 1997 im kanadischen Spielfilm Horsey, gefolgt von bislang über 100 weiteren Rollen in Fernsehserien, Fernseh- und Kinofilmen, darunter The L Word – Wenn Frauen Frauen lieben und in Battlestar Galactica. Einem breiteren deutschsprachigen Publikum dürfte er durch seine Rollen als Henry Foss in Sanctuary – Wächter der Kreaturen (2008–2011) und als Tector in Falling Skies bekannt sein.

## Filmografie (Auswahl)
- 1997: Horsey
- 2003: Paycheck – Die Abrechnung (Paycheck)
- 2004: Walking Tall – Auf eigene Faust (Walking Tall)
- 2004: Kingdom Hospital (Fernsehserie, 3 Episoden)
- 2004: Catwoman
- 2004, 2006: Stargate Atlantis (Stargate: Atlantis, Fernsehserie, 5 Episoden)
- 2005: Supernatural (Fernsehserie, Episode 1x08)
- 2006: The L Word – Wenn Frauen Frauen lieben (The L Word, Fernsehserie, Episode 3x10)
- 2006–2009: Battlestar Galactica (Fernsehserie, 7 Episoden)
- 2008–2009: The Guard (Fernsehserie, 16 Episoden)
- 2008–2011: Sanctuary – Wächter der Kreaturen (Sanctuary, Fernsehserie, 51 Episoden)
- 2011: Everything and Everyone
- 2011: Wrecked – Ohne jede Erinnerung (Wrecked)
- 2011: Vampire
- 2011: Marilyn
- 2011: Apollo 18
- 2012–2013: Delete (Fernsehserie, 2 Episoden)
- 2012: Das Philadelphia Experiment – Reactivated (The Philadelphia Experiment)
- 2012: Goodnight for Justice: Queen of Hearts
- 2012: Kill for Me – Düsteres Geheimnis (Kill for Me)
- 2012: Hell on Wheels (Fernsehserie, 2 Episoden)
- 2012–2014: Falling Skies (Fernsehserie, 21 Episoden)
- 2013: Delete – Das Cyber-Armageddon (Delete, Fernsehzweiteiler)
- 2013: Republic of Doyle – Einsatz für zwei (Republic of Doyle, Fernsehserie, 6 Episoden)
- 2014: Reasonable Doubt
- 2014: Ascension (Fernsehserie, 6 Episoden)
- 2014–2015: Continuum (Fernsehserie, 8 Episoden)
- 2015: Der Sturm – Life on the Line (Life on the Line)
- 2015: Proof (Fernsehserie, Episode 1x03)
- 2015: Motive (Fernsehserie, 1 Episode)
- 2015–2016: Arrow (Fernsehserie, 9 Episoden)
- 2016: Akte X – Die unheimlichen Fälle des FBI (The X-Files, Fernsehserie, Episode 10x02)
- 2016: The Confirmation
- 2016: Undercover Wife (Fernsehfilm)
- 2016: Warcraft: The Beginning (Warcraft)
- 2016: The Magicians (Fernsehserie, 1 Episode)
- 2016: Spectral
- 2016, 2017: Van Helsing (Fernsehserie, 4 Episoden)
- 2017: Rogue (Fernsehserie, 1 Episode)
- 2017: Die Hütte – Ein Wochenende mit Gott (The Shack)
- 2017–2019: Pure (Fernsehserie, 12 Episoden)
- 2018: Zwischenstation (Boundaries)
- 2018–2019: Deadly Class (Fernsehserie, 3 Episoden)
- 2019–2023: Riverdale (Fernsehserie, 39 Episoden)
- 2020: Sniper: Assassin’s End
- 2021: Dangerous
- 2022: Sniper: Rogue Mission
- 2022: Riceboy Sleeps
- 2023: Sniper: G.R.I.T.